# Contrefiche

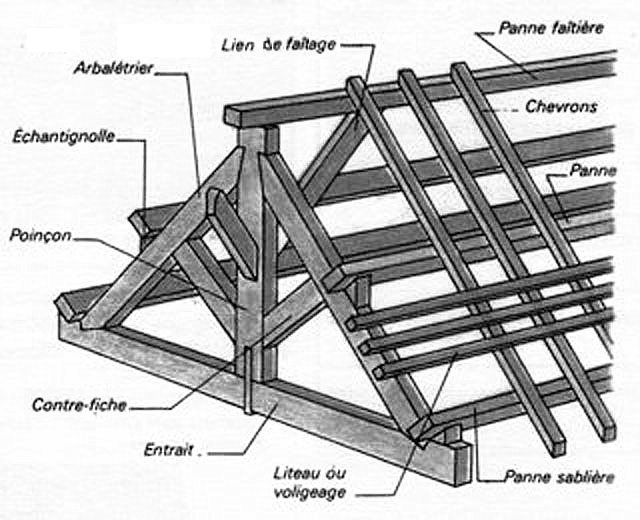
Vocabulaire de la charpente.

La contrefiche (ou jambette) est une pièce de bois oblique que l'on trouve dans la construction d'une charpente.
Elle est placée entre les arbalétriers et l'entrait. Il est à noter que si la ferme ne contient pas de contre fiche au sens de la définition précédente, les liens de contreventement aussi nommés liens de faitage sont nommés alors contre fiches.[pas clair]
Elles sont indispensables dès que la portée dépasse 4 ou 5 mètres. Il existe presque toujours une contrefiche partant du pied du poinçon et se dirigeant près de la panne située à environ 1,5 m du faîtage.